# 1926 az irodalomban
Az 1926. év az irodalomban.

## Események
- Februárban Kolozsvárt megjelenik a Korunk című folyóirat, alapítója Dienes László. A lap 1940. szeptemberig állt fenn.

## Megjelent új művek

### Próza
- Iszaak Babel novellaciklusa önálló kötetben: Konarmija [Конармия] (Lovashadsereg)
- Willa Cather: My Mortal Enemy (Halálos ellenségem)
- Blaise Cendrars regénye: Moravagine
- Agatha Christie krimije: Az Ackroyd-gyilkosság (The Murder of Roger Ackroyd)
- William Faulkner első megjelent regénye: Soldiers' Pay
- André Gide: 
  - Le Journal des Faux-Monnayeurs (A pénzhamisítók naplója)
  - Si le grain ne meurt (Ha a mag meg nem hal), memoár
- Ernest Hemingway: The Sun Also Rises (Fiesta, a nap is felkel)
- Franz Kafka: Das Schloss (A kastély)
- Kavabata Jaszunari japán író első jelentős műve: Izu no odoriko (Az izui táncosnő)
- D. H. Lawrence regénye: The Plumed Serpent (A tollas kígyó)
- Thomas Mann elbeszélése nyomtatásban: Unordnung und frühes Leid (Zűrzavar és kora bánat)
- A. A Milne gyermekkönyve: Micimackó (Winnie-the-Pooh). Micimackó-történetekből álló (első) kötet[1]
- B. Traven: A halálhajó (Das Totenschiff)
- H. G. Wells: The World of William Clissold (William Clissold világa), énregény

### Költészet
- Paul Éluard verseskötete: Capitale de la douleur (A fájdalom fővárosa)
- Hugh MacDiarmid skót költő, esszéíró, politikus skót nyelven írt terjedelmes költeménye: A Drunk Man Looks at the Thistle (Egy részeg a bogáncsot nézi)[2]

### Dráma
- Bertolt Brecht drámája: Mann ist Mann (Egy fő az egy fő), bemutató
- Mihail Bulgakov drámája: Dnyi Turbinih [Дни Турбиных] (A Turbin család napjai), bemutató
- Jean Cocteau: Orpheus
- W. Somerset Maugham vígjátéka: The Constant Wife (Az állhatatos feleség), bemutató
- Seán O’Casey drámája: Az eke és a csillagok (The Plough and the Stars), bemutató
- Eugene O’Neill: The Great God Brown (Brown, a nagy Isten)

### Magyar irodalom
- Áprily Lajos verseskötete: Rasmussen hajóján (Berlin)
- Kassák Lajos könyve: Tisztaság könyve (szabadvers és próza, Bécs)
- Sárközi György verseskötete: Angyalok harca
- Kosztolányi Dezső talán legismertebb és legjobbnak tartott regénye: Édes Anna
- Molnár Ferenc színműve: Játék a kastélyban

## Születések
- január 21. – Péter László irodalomtörténész, nyelvész, folklorista  († 2019)
- március 17. – Siegfried Lenz német író, rádiójáték- és drámaíró, a háború utáni német irodalom egyik legismertebb szerzője († 2014)
- április 23. – Janikovszky Éva író, költő, szerkesztő, a magyar gyermekirodalom jeles képviselője († 2003)
- április 28. – Harper Lee amerikai regényíró, a Ne bántsátok a feketerigót! című regény szerzője († 2016)
- június 3. – Allen Ginsberg amerikai költő, az ún. beatnemzedék egyik irodalmi vezéralakja (Jack Kerouac mellett) († 1997)
- június 4. – Réz Ádám műfordító, író, műkritikus († 1978)
- június 22. – Tadeusz Konwicki lengyel író, forgatókönyvíró († 2015)
- július 3. – Rab Zsuzsa író, költő, műfordító, az orosz irodalom és népköltészet tolmácsolója († 1998)
- augusztus 2. – Pándi Pál irodalomtörténész, kritikus († 1987)
- augusztus 23. – Hernádi Gyula magyar író, forgatókönyvíró, Jancsó Miklós filmrendező munkatársa († 2005)
- augusztus 31. – Takács Imre költő, műfordító († 2000)
- október 15. – Ed McBain amerikai szerző, elsősorban krimiíró († 2005)
- november 29. – Hules Béla költő, esszéíró, szakértő, eszperantista, nyelvész († 2002)[3]

## Halálozások
- január 10. – Eino Leino, a finn költészet úttörő egyénisége (* 1878)
- május 26. – Srečko Kosovel szlovén költő, író, kritikus (* 1904)
- december 29. – Rainer Maria Rilke osztrák impresszionista költő (* 1875)